# Pietro Visconti
Pietro Visconti (Fiorenzuola d'Arda, 24 maggio 1989) è un calciatore italiano, difensore della Fidentina.

## Caratteristiche tecniche
Gioca prevalentemente come terzino sinistro; all'occorrenza può essere utilizzato anche come difensore centrale o come esterno di centrocampo, sempre sul lato mancino.

## Carriera
Inizia nel settore giovanile del Piacenza, con cui esordisce in Serie B nella stagione 2008-2009 giocando da titolare nella partita Vicenza-Piacenza 1-2 del 30 maggio 2009. Nella successiva sessione di mercato passa in prestito al Pavia. Debutta con i biancazzurri il 12 agosto nella partita persa 1-0 contro il Rodengo Saiano. Durante la stagione 2009-2010 segna 2 reti, le sue prime in carriera tra i professionisti, nelle partite contro Spezia e Valenzana, in 27 presenze in Lega Pro Seconda Divisione, ottenendo la promozione Prima Divisione dopo i play-off. Sul finire di stagione riporta un serio infortunio al ginocchio, che lo tiene fuori dal campo fino all'ottobre successivo. Il prestito viene rinnovato anche per il successivo campionato, nel quale le presenze sono limitate a 18.
Dopo due anni di prestito, fa ritorno al Piacenza, appena retrocesso in Prima Divisione; nella stagione 2011-2012 gioca stabilmente da titolare, al fianco di Massimo Melucci o Davide Bertoncini, totalizzando 30 presenze in campionato, con un gol nella vittoria 4-3 sul Prato, ed una nei play-out, al termine dei quali il club retrocede in Seconda Divisione.
Visconti, rimasto svincolato per il fallimento del Piacenza, nell'estate del 2012 viene tesserato dalla Cremonese, con cui nella stagione 2012-2013 e nella stagione 2013-2014 continua a giocare in Prima Divisione. Fa il suo debutto con i grigiorossi il 4 agosto nella vittoria 4-0 sul Chieri valida per il primo turno di Coppa Italia, segnando poi la sua prima rete con i lombardi alla trentunesima giornata, il 21 aprile 2013, nella vittoria 2-0 in casa della Tritium. Nella prima delle due stagioni in grigiorosso gioca 3 partite in Coppa Italia, 24 in campionato, segnando anche 2 gol, e 2 in Coppa Italia Lega Pro. Nella seconda stagione segna invece un gol in 2 partite in Coppa Italia, 1 in 4 partite in Coppa Italia Lega Pro e gioca 22 partite in campionato, più altre 3 nei play-off, nei quali, oltre a segnare uno dei calci di rigore che eliminano l'AlbinoLeffe nel primo turno, segna anche un gol nella semifinale di andata contro il Südtirol.
Nell'estate del 2014 passa in Serie B all'Avellino. Debutta con i campani il 17 agosto nella vittoria per 2-0 sull'Venezia valida per il primo turno di Coppa Italia. Nella stagione 2014-2015 gioca 2 partite in Coppa, 20 in campionato e 3 nei play-off, in una stagione condizionata da un lungo infortunio alla spalla. Viene riconfermato dagli irpini anche per la stagione 2015-2016, nella quale disputa altre 2 partite in Coppa Italia e 29 partite in campionato.
Ad agosto 2016 passa al Trapani, in cambio di Luca Crecco, con cui sottoscrive un contratto biennale. Fa il suo debutto con i siciliani il successivo 4 settembre nella partita pareggiata 1-1 contro la Pro Vercelli. Durante tutto l'arco della stagione, culminata con la retrocessione dei siciliani in Lega Pro, disputa 10 partite di campionato ed una di Coppa Italia. Rimane in Sicilia anche la stagione successiva nella quale colleziona 30 presenze in campionato, una nei play-off, nei quali il Trapani viene eliminato agli ottavi di finale, 3 in coppa Italia e 2 in coppa Italia Serie C.
Il 20 luglio 2018 viene ufficializzato il suo trasferimento al Novara, squadra militante in serie C, con cui firma un contratto biennale. Fa il suo debutto con i piemontesi il 5 agosto successivo nella partita contro il Perugia valida per il secondo turno di coppa Italia vinta per 3-1. Segna la sua prima rete con gli azzurri il 10 febbraio 2019 nella sconfitta casalinga per 2-1 contro la Carrarese. Termina la stagione, nella quale il Novara viene eliminato al secondo turno dei play-off, totalizzando 2 reti in 30 presenze in campionato, 2 presenze nei play-off e 4 presenze in coppa Italia.
Dopo tre presenze complessive nella prima metà di stagione, una in campionato, una in coppa Italia e una in coppa Italia Serie C, il 17 gennaio 2020 viene annunciato il passaggio di Visconti al Pontedera a titolo definitivo. Fa il suo debutto con i toscani il 22 gennaio successivo nella partita persa 2-1 in casa della Carrarese. Nella seconda metà di stagione, terminata anzitempo a causa dello scoppio della pandemia causata dal coronavirus COVID-19 e della mancata partecipazione del Pontedera ai play-off promozione, totalizza 6 presenze in campionato.
Rimasto svincolato a fine stagione, dopo un anno di inattività riparte dalla Fidentina, nel campionato di Eccellenza emiliana. Fa il suo debutto con i parmensi il 5 ottobre 2021 nella partita valida per il primo turno della fase regionale della Coppa Italia Dilettanti vinta per 4-0 contro il Boretto. La settimana successiva, nella partita pareggiata 1-1 contro il Salsomaggiore, segna la sua prima rete con la nuova maglia. Conclude l'annata con 4 reti in 25 presenze in campionato a cui si aggiungono 4 presenze nella fase regionale della Coppa Italia Dilettanti. Rimane alla Fidentina anche nelle annate successive segnalandosi per la prolificità in fase offensiva nella stagione 2022-2023, terminata con 4 reti in 26 apparizioni in campionato e una rete in due presenze in Coppa Italia, mentre nell'annata 2023-2024 il numero di presenze totali tra campionato, play-out e coppa è limitato a 19, con due reti all'attivo.

## Statistiche

### Presenze e reti nei club
Statistiche aggiornate al 4 maggio 2025.
| Stagione         | Squadra          | Campionato       | Campionato | Campionato | Coppe nazionali | Coppe nazionali | Coppe nazionali | Coppe continentali | Coppe continentali | Coppe continentali | Totale | Totale |
| Stagione         | Squadra          | Comp             | Pres       | Reti       | Comp            | Pres            | Reti            | Comp               | Pres               | Reti               | Pres   | Reti   |
| ---------------- | ---------------- | ---------------- | ---------- | ---------- | --------------- | --------------- | --------------- | ------------------ | ------------------ | ------------------ | ------ | ------ |
| 2008-2009        | Piacenza         | B                | 1          | 0          | CI              | 0               | 0               | -                  | -                  | -                  | 1      | 0      |
| 2009-2010        | Pavia            | 2D               | 27         | 2          | CI-LP           | 2               | 0               | -                  | -                  | -                  | 29     | 2      |
| 2010-2011        | Pavia            | 1D               | 18         | 0          | CI-LP           | 0               | 0               | -                  | -                  | -                  | 18     | 0      |
| Totale Pavia     | Totale Pavia     | Totale Pavia     | 45         | 2          |                 | 2               | 0               |                    | -                  | -                  | 47     | 2      |
| 2011-2012        | Piacenza         | 1D               | 30+1       | 1          | CI+CI-LP        | 2+1             | 0               | -                  | -                  | -                  | 34     | 1      |
| Totale Piacenza  | Totale Piacenza  | Totale Piacenza  | 31+1       | 1          |                 | 3               | 0               |                    | -                  | -                  | 35     | 1      |
| 2012-2013        | Cremonese        | 1D               | 24         | 2          | CI+CI-LP        | 3+2             | 0               | -                  | -                  | -                  | 29     | 2      |
| 2013-2014        | Cremonese        | 1D               | 22+3       | 0+1        | CI+CI-LP        | 2+4             | 1+1             | -                  | -                  | -                  | 31     | 3      |
| Totale Cremonese | Totale Cremonese | Totale Cremonese | 46+3       | 2+1        |                 | 11              | 2               |                    | -                  | -                  | 58     | 5      |
| 2014-2015        | Avellino         | B                | 19+3       | 0          | CI              | 2               | 0               | -                  | -                  | -                  | 24     | 0      |
| 2015-2016        | Avellino         | B                | 29         | 0          | CI              | 2               | 0               | -                  | -                  | -                  | 31     | 0      |
| ago. 2016        | Avellino         | B                | 0          | 0          | CI              | 1               | 0               | -                  | -                  | -                  | 1      | 0      |
| Totale Avellino  | Totale Avellino  | Totale Avellino  | 48+3       | 0          |                 | 5               | 0               |                    | -                  | -                  | 56     | 0      |
| ago. 2016-2017   | Trapani          | B                | 10         | 0          | CI              | 1               | 0               | -                  | -                  | -                  | 11     | 0      |
| 2017-2018        | Trapani          | C                | 30+1       | 0          | CI+CIC          | 3+2             | 0               | -                  | -                  | -                  | 36     | 0      |
| Totale Trapani   | Totale Trapani   | Totale Trapani   | 40+1       | 0          |                 | 6               | 0               |                    | -                  | -                  | 47     | 0      |
| 2018-2019        | Novara           | C                | 30+2       | 2          | CI+CIC          | 4+0             | 0               | -                  | -                  | -                  | 36     | 2      |
| 2019-gen. 2020   | Novara           | C                | 1          | 0          | CI+CIC          | 1+1             | 0               | -                  | -                  | -                  | 3      | 0      |
| Totale Novara    | Totale Novara    | Totale Novara    | 31+2       | 2          |                 | 6               | 0               |                    | -                  | -                  | 39     | 0      |
| gen.-giu. 2020   | Pontedera        | C                | 6          | 0          | CI+CIC          | -               | -               | -                  | -                  | -                  | 6      | 0      |
| 2021-2022        | Fidentina        | Ecc              | 25         | 3          | CI Dil. E-R     | 4               | 0               | -                  | -                  | -                  | 29     | 3      |
| 2022-2023        | Fidentina        | Ecc              | 24         | 4          | CI Dil. E-R     | 2               | 1               | -                  | -                  | -                  | 26     | 5      |
| 2023-2024        | Fidentina        | Ecc              | 17+1       | 2          | CI Dil. E-R     | 1               | 0               | -                  | -                  | -                  | 19     | 2      |
| 2024-2025        | Fidentina        | Ecc              | 32         | 3          | CI Dil. E-R     | 3               | 0               | -                  | -                  | -                  | 35     | 3      |
| Totale Fidentina | Totale Fidentina | Totale Fidentina | 98+1       | 12         |                 | 10              | 1               |                    | -                  | -                  | 109    | 13     |
| Totale carriera  | Totale carriera  | Totale carriera  | 355        | 19         |                 | 43              | 3               |                    | -                  | -                  | 398    | 22     |